# غابي بالينت
غابي بالينت (بالرومانية: Gavril Balint)‏ (مواليد 3 يناير 1963) هو لاعب كرة قدم. يلعب مع منتخب رومانيا لكرة القدم. سبق له أن لعب في كأس العالم لكرة القدم مع منتخب بلاده.

## روابط خارجية
- غابي بالينت على موقع الاتحاد الدولي (مؤرشف)  (الإنجليزية)
- غابي بالينت على موقع الاتحاد الأوربي (الإنجليزية)
- غابي بالينت على موقع قاعدة بيانات كرة القدم.إي يو (الإنجليزية)
- غابي بالينت على موقع ناشيونال فوتبول تيمز (الإنجليزية)
- غابي بالينت على موقع عالم كرة القدم.نت (الإنجليزية)